# ميغيل بوليت
ميغيل بوليت (بالإسبانية: Miguel Poblet)‏ ولد بتاريخ 18 مارس 1928 في مونكادا ي ريتشاتش، إسبانيا، وتوفي في 6 أبريل 2013 في برشلونة، كان دراج إسباني سابق في صنف سباق الدراجات على الطريق.

## سجل النتائج

### سباقات أو مراحل فاز بها
- طواف فرنسا
- طواف إسبانيا
- طواف إيطاليا

## روابط خارجية
- ميغيل بوليت على موقع أرشيف الدراجات (الإنجليزية)
- ميغيل بوليت على موقع إحصائيات الدراجات الإحترافية (الإنجليزية)
- ميغيل بوليت على موقع CycleBase (الإنجليزية)